# Bezirk Mielnica
Bezirk Mielnica – dawny powiat (Bezirk) kraju koronnego Królestwo Galicji i Lodomerii, funkcjonujący w latach 1854–1867. Siedzibą starostwa było miasto Mielnica (Mielnica Podolska).

## Historia
Bezirk Mielnica utworzono w ramach reformy uwłaszczeniowej z okresu Wiosny Ludów (1848–1849), która likwidowała jurysdykcję właściciela ziemskiego nad poddanymi. W Galicji, dominium – jako podstawowa jednostka administracyjna i filar systemu feudalnego straciło rację bytu. Konieczne stało się zatem wprowadzenie nowego systemu administracyjnego, którego zręby powstały w latach 1851–1855. Nowy trójstopniowy podział administracyjny objął 21 cyrkułów (niem. Kreise), 179 małych powiatów (niem. Bezirke) i ponad 6000 gmin (niem. Gemeinde).
Bezirk Mielnica objął obszar o wielkości 6,6 mil², zamieszkany przez 26.320 ludzi i podzielony na 32 gminy katastralne, w tym pięć miasteczek (Dźwinogród, Krzywcze, Kudryńce, Mielnica i Uście Biskupie). Wszedł w skład cyrkułu czortkowskiego, jako jeden z jego dziewięciu powiatów. Od zachodu, poprzez Dniestr, na krótkim odcinku graniczył z Księstwem Bukowiny, stanowiącym kraj koronny Cesarstwa Austrii. Od wschodu, poprzez Dniestr i Zbrucz, graniczył z Imperium Rosyjskim, które w większości otaczało powiat. Był to za razem najdalej na wschód wysunięty powiat Królestwa Galicji i Lodomerii, którego skrajny punkt znajdował się we wsi Kozaczówka.
Po nadaniu Galicji autonomii oraz powołaniu samorządu gminnego i powiatowego w 1865 zlikwidowano cyrkuły (Kreise). Dotychczasowe małe powiaty (Bezirke) w liczbie 179, utrzymały się do 1867 roku, kiedy to w następstwie kolejnej reformy administracyjnej (23 stycznia 1867) zostały zastąpione przez 74 większe powiaty. Obszar zniesionego Bezirk Mielnica wszedł wtedy w całości w skład nowego powiatu borszczowskiego.

## Podział administracyjny (1854)
| Lp. | Gmina jednostkowa       | Powierzchnia | Ludność | Powiat w 1867 po zniesieniu |
| --- | ----------------------- | ------------ | ------- | --------------------------- |
| 1   | Mielnica (m)            | 4767         | 1983    | borszczowski                |
| 2   | Uście Biskupie (m)      | 2240         | 1288    | borszczowski                |
| 3   | Germakówka              | 3451         | 1596    | borszczowski                |
| 4   | Horoszowa               | 2362         | 1048    | borszczowski                |
| 5   | Iwanie Puste            | 2594         | 1397    | borszczowski                |
| 6   | Młynówka                | 479          | 477     | borszczowski                |
| 7   | Niwra                   | 3314         | 1064    | borszczowski                |
| 8   | Zalesie                 | 3467         | 1516    | borszczowski                |
| 9   | Nowosiółka              | 239          | 523     | borszczowski                |
| 10  | Michałków               | 1215         | 368     | borszczowski                |
| 11  | Filipkowce              | 3142         | 1348    | borszczowski                |
| 12  | Babińce (ad Krzywcze)   | 2962         | 924     | borszczowski                |
| 13  | Zawale                  | 4235         | 224     | borszczowski                |
| 14  | Kudryńce (m)            | 4235         | 1508    | borszczowski                |
| 15  | Michałówka              | 1646         | 412     | borszczowski                |
| 16  | Paniowce Zielone        | 2615         | 958     | borszczowski                |
| 17  | Boryszkowce             | 2255         | 449     | borszczowski                |
| 18  | Bielowce                | 1683         | 461     | borszczowski                |
| 19  | Dźwinogród (m)          | 798          | 355     | borszczowski                |
| 20  | Babińce (ad Dźwinogród) | 593          | 261     | borszczowski                |
| 21  | Dźwiniaczka             | 2350         | 732     | borszczowski                |
| 22  | Łatkowce                | 1072         | 344     | borszczowski                |
| 23  | Trubczyn                | 1083         | 338     | borszczowski                |
| 24  | Wołkowce                | 2459         | 716     | borszczowski                |
| 25  | Okopy                   | 656          | 169     | borszczowski                |
| 26  | Kozaczówka              | 656          | 404     | borszczowski                |
| 27  | Olchowiec               | 4442         | 1574    | borszczowski                |
| 28  | Chudykowce              | 1601         | 766     | borszczowski                |
| 29  | Krzywcze (m)            | 5086         | 370     | borszczowski                |
| 30  | Krzywcze Dolne          | 5086         | 699     | borszczowski                |
| 31  | Krzywcze Górne          | 5086         | 1064    | borszczowski                |
| 32  | Sapohów                 | 2872         | 984     | borszczowski                |

Objaśnienie:
(M) = miasto; (m) = miasteczko